# Coptocephala raffrayi
Coptocephala raffrayi es un coleóptero de la familia Chrysomelidae.
Fue descrita científicamente en 1870 por Desbrochers des Loges.